# Velká cena Intervize 2008

Účast v soutěži:
Země, které se zúčastnily v roce 2008
Země, které se zúčastnily v minulosti, ale ne v roce 2008. Nezahrnuje následnické státy, které vznikly po rozpadu bývalých účastníků soutěže.

Velká cena Intervize 2008 byl devátý a dosud poslední ročník mezinárodní pěvecké soutěže Intervize. Konal se od 28. do 31. srpna 2008 v ruském Soči.

## Zúčastněné země
V tomto ročníku soutěže účinkovali pouze zástupci zemí bývalého Sovětského svazu. Ostatní země, které v soutěži účinkovali v minulosti, buď zanikly (například Československo, Východní Německo) nebo účast odmítli, přičemž samotný ročník soutěže byl primárně zamýšlen právě pro země bývalého SSSR a spřátelené asijské země.
| Pořadí | Země         | Jazyk        | Interpret            | Píseň                           | Body | Místo |
| ------ | ------------ | ------------ | -------------------- | ------------------------------- | ---- | ----- |
| 01     | Tádžikistán  | Tádžičtina   | Tahmina Nijazova     | Занги телефон (Telefonní hovor) | 216  | 1     |
| 02     | Turkmenistán | Turkmenština | Lačin Mammedova      | Kushdepdi                       | 141  | 10    |
| 03     | Moldavsko    | Ruština      | Boris Koval          | Будешь звать? (Budeš zvát?)     | 124  | 11    |
| 04     | Ukrajina     | Ruština      | Opasnyje svjazi      | Подарки (Dárky)                 | 174  | 6     |
| 05     | Lotyšsko     | Lotyština    | Amber                | Saucu Tevi (Volám ti)           | 142  | 9     |
| 06     | Ázerbájdžán  | Ruština      | Sejran               | Улетаю (Ulítám)                 | 150  | 8     |
| 07     | Bělorusko    | Ruština      | The Champions        | Я бегу по земле (Běhám po zemi) | 153  | 7     |
| 08     | Arménie      | Ruština      | Amjan Razmik         | Ты будешь моей (Ty budeš moje)  | 199  | 3     |
| 09     | Rusko        | Ruština      | Kvatro               | Романс (Romantika)              | 215  | 2     |
| 10     | Kazachstán   | Ruština      | Almas Kiškenbajev    | Любимая (Miláčku můj)           | 189  | 5     |
| 11     | Kyrgyzstán   | Kyrgyzština  | Gulzinat Supančijeva | Кыз кербез (Dívčí přehlídka)    | 195  | 4     |